# Robert Frederick Bennett
Robert Frederick Bennett, född 23 maj 1927 i Kansas City, Missouri, död 9 oktober 2000 i Kansas City, Kansas, var en amerikansk republikansk politiker. Han var guvernör i delstaten Kansas 1975–1979.
Bennett deltog i andra världskriget och i Koreakriget i USA:s marinkår. År 1952 avlade han juristexamen vid University of Kansas. Mellan 1957 och 1965 var han borgmästare i Prairie Village. I Kansas senat satt han mellan 1965 och 1974, de två sista åren som talman. Han efterträdde 1975 Robert Docking som guvernör och efterträddes 1979 av John W. Carlin. 
Bennett avled år 2000 i lungcancer och gravsattes på Corinth Cemetery i Prairie Village.